# Molundu
Molundu (französisch: Moloundou) ist eine Kleinstadt im Département Boumba-et-Ngoko in der Region Est im äußersten Südosten Kameruns.
Laut Census von 2005 hatte der Ort 4420 Einwohner. Er ist der Hauptort der gleichnamigen Gemeinde.

## Geographie
Der Ort liegt im Urwaldgebiet, wo das Hochland von Südkamerun in das Sanghatiefland übergeht. Weiterhin liegt der Ort am Nordufer des hier von West nach Ost verlaufenden Ngoko, der an dieser Stelle durch den Zusammenfluss von Dja und Boumba gebildet wird. Der Fluss bildet weiterhin hier die Grenze zum Departement Sangha der Republik Kongo, sodass Molundu demnach auch Grenzstation zu diesem Nachbarland ist.
Der Ngoko bildet in seinem gesamten Verlauf die Grenze zwischen der Region Est in Kamerun und dem Departement Sangha der Republik Kongo und mündet nördlich von Ouésso von rechts in den Sangha.

## Geschichte
Die Siedlung existierte bereits zur deutschen Kolonialzeit und war zu dieser Zeit Endpunkt zweier wichtiger Straßen, einmal direkt von Kribi im Westen und einer weiteren aus dem Norden - der heutigen Provenzialstraße P4. Der Ort war Hauptort des kolonialen Molundu-Bezirks (ab 1912 Jukaduma-Bezirk) und Standort eines Verwaltungs- und Zollpostens, Sitz einer Postagentur und  einer Reihe von Faktoreien. Die Gesellschaft Südkamerun hatte hier ihre Hauptfaktorei.
Bis 1911 bildete der Ort, wie auch heute, einen Grenzpunkt - zur damaligen Zeit zum französischen Interessensgebiet im Süden. Mit dem Erwerb Neukameruns  lag der Ort nunmehr im Landesinneren. Ausfuhrprodukte zu dieser Zeit waren vor allem Kautschuk, das die Gesellschaft Südkamerun auf ihren Konzessionsgebieten gewann und Elfenbein, deren Erträge allerdings schon zu dieser Zeit durch die intensive Bejagung rückläufig waren.
Zur Kolonialzeit waren im Gebiet des Ortes die Bangando und die Bantu-Volksgruppen Ndzimu, Kunabembe und Misanga ansässig.

## Molundu heute
Moloundou verfügt über eine Landebahn, auf der Kleinflugzeuge landen können und außerdem über einen Flusshafen, ein integriertes Gesundheitszentrum, eine Apotheke und eine katholische Kirche.
In der Gemeinde Moloundou gibt es keine formelle Bank.